# Primera División de los Emiratos Árabes Unidos 2007-08
La Primera División de los Emiratos Árabes Unidos 2007-08 fue la 33a edición del campeonato de Primera División del fútbol en los Emiratos Árabes Unidos. La temporada se jugó entre el 27 de septiembre de 2007 y el 9 de mayo de 2008. El actual campeón es el Al Wasl.

## Clasificación
| Pos | Equipo        | J  | G  | E | P  | GF | GC | GA  | Pts |
| --- | ------------- | -- | -- | - | -- | -- | -- | --- | --- |
| 1   | Al-Shabbab    | 22 | 12 | 6 | 4  | 44 | 30 | 14  | 42  |
| 2   | Al-Jazira     | 22 | 11 | 6 | 5  | 46 | 31 | 15  | 39  |
| 3   | Al-Ahli       | 22 | 10 | 7 | 5  | 47 | 27 | 20  | 37  |
| 4   | Sharjah       | 22 | 9  | 6 | 7  | 35 | 35 | 0   | 33  |
| 5   | Al-Shaab      | 22 | 9  | 6 | 7  | 39 | 44 | -5  | 33  |
| 6   | Al-Ain        | 22 | 9  | 5 | 8  | 41 | 36 | 5   | 32  |
| 7   | Al Wasl       | 22 | 8  | 6 | 8  | 39 | 37 | 2   | 30  |
| 8   | Al-Wahda      | 22 | 8  | 6 | 8  | 42 | 42 | 0   | 30  |
| 9   | Al-Nasr       | 22 | 7  | 7 | 8  | 37 | 39 | -2  | 28  |
| 10  | Al-Dhafra     | 22 | 7  | 4 | 11 | 33 | 41 | -8  | 25  |
| 11  | Emirates Club | 22 | 3  | 7 | 12 | 36 | 54 | -18 | 16  |
| 12  | Hatta Club    | 22 | 4  | 4 | 14 | 23 | 46 | -23 | 16  |

|  | Clasificación directa a la Liga de Campeones de la AFC |
|  | Desciende la Segunda División.                         |

## Goleadores
| Pos. | País                              | Jugador                      | Goles | Equipo        |
| ---- | --------------------------------- | ---------------------------- | ----- | ------------- |
| 1    | Bandera de Emiratos Árabes Unidos | Faisal Khalil                | 16    | Al-Ahli       |
| 1    | Bandera de Brasil                 | Anderson de Carvalho Barbosa | 16    | Sharjah       |
| 3    | Bandera de Irán                   | Mehrzad Madanchi             | 15    | Al-Shaab      |
| 4    | Bandera de Brasil                 | André Dias                   | 14    | Al Wasl       |
| 4    | Bandera de Irán                   | Rasoul Khatibi               | 14    | Emiratos Club |
| 6    | Bandera de Irán                   | Reza Enayati                 | 12    | Emiratos Club |
| 6    | Bandera de Costa de Marfil        | Antonin Koutouan             | 12    | Al-Jazira     |
| 6    | Bandera de Irán                   | Ali Samereh                  | 12    | Al-Shaab      |
| 9    | Bandera de Gambia                 | Ousman Jallow                | 11    | Al-Ain        |
| 10   | Bandera de Brasil                 | Clederson Cesar              | 10    | Al-Ahli       |
| 10   | Bandera de Brasil                 | Renato                       | 10    | Al-Nasr       |